# カブウェ
カブウェ(Kabwe)は、ザンビアの都市。1967年までの旧名はブロークン・ヒル（Broken Hill）。中央州の州都である。2016年の人口は22万4300人。ザンビアのほぼ中央にあり、首都ルサカから130キロメートル北、カピリ・ムポシから60キロメートル南に離れている。大鉱山を擁する鉱業都市で、亜鉛と鉛をはじめ、銀、マンガン、カドミウム、チタンなども産出する。
カブウェにはザンビア鉄道の本部があり、北のキトウェやカッパーベルト州、南のルサカに向かう路線をここで管理している。

## 歴史
1902年にカブウェで亜鉛と鉛の鉱脈が発見され、オーストラリアの鉱山町ブロークン・ヒルにちなんでブロークン・ヒルと命名された。
1904年、ブロークン・ヒル鉱山が建設され採掘が始まった。イギリスの植民地時代に町は銅鉱山の開発拠点とされた。
1906年、南のリヴィングストンからローデシア鉄道が到達する。鉱脈が発見されてから町は急速に発展し、バナジウム、石灰岩も産出されるようになった。
1921年には古人類の化石が鉱脈掘削中に発見され、ローデシア人（ホモ・ローデシエンシス）と名づけられた。
1980年代に鉱山は閉鎖され、鉱山開発の中心はカッパーベルト州に移る。
長年の採鉱の結果、都市の環境は悪化し、2007年にブラックスミス研究所が発表した「世界でもっとも汚染された10の都市」の中に、カブウェもランクインした。土地全体が鉛やカドミウムで汚染されており、子供の鉛の血中濃度は通常の5倍となっている。

## 気候
| カブウェの気候         | カブウェの気候 | カブウェの気候 | カブウェの気候 | カブウェの気候 | カブウェの気候 | カブウェの気候 | カブウェの気候 | カブウェの気候 | カブウェの気候 | カブウェの気候 | カブウェの気候 | カブウェの気候 | カブウェの気候 |
| 月                     | 1月            | 2月            | 3月            | 4月            | 5月            | 6月            | 7月            | 8月            | 9月            | 10月           | 11月           | 12月           | 年             |
| ---------------------- | -------------- | -------------- | -------------- | -------------- | -------------- | -------------- | -------------- | -------------- | -------------- | -------------- | -------------- | -------------- | -------------- |
| 平均最高気温 °C （°F） | 26 (78)        | 26 (78)        | 26 (78)        | 26 (78)        | 24 (75)        | 22 (71)        | 23 (73)        | 25 (77)        | 29 (84)        | 31 (87)        | 29 (84)        | 26 (78)        | 26.1 (78.4)    |
| 平均最低気温 °C （°F） | 17 (62)        | 17 (62)        | 16 (60)        | 14 (57)        | 11 (51)        | 8 (46)         | 9 (48)         | 11 (51)        | 15 (59)        | 18 (64)        | 18 (64)        | 17 (62)        | 14.3 (57.2)    |
| 降水量 mm （inch）     | 231 (9.1)      | 185 (7.3)      | 114 (4.5)      | 23 (0.9)       | 3 (0.1)        | 0 (0)          | 0 (0)          | 0 (0)          | 3 (0.1)        | 18 (0.7)       | 94 (3.7)       | 239 (9.4)      | 910 (35.8)     |
| 出典：Weatherbase      |                |                |                |                |                |                |                |                |                |                |                |                |                |

## 教育機関
- ムルングシ大学 - 2008年1月、ザンビアで3番目に開かれた総合大学。